# Ylvis
Ylvis è un duo comico norvegese formato dai fratelli Bård e Vegard Urheim Ylvisåker, originari di Bergen.
La loro carriera è iniziata il 19 ottobre 2000 presso l'Ole Bull Teater e da allora hanno realizzato una serie di spettacoli di varietà, concerti umoristici, show televisivi, programmi radiofonici e video musicali. Sono stati dal 2011 al 2016 conduttori del talk show norvegese, I kveld med Ylvis (Questa sera con Ylvis) in onda su TVNorge. Hanno guadagnato fama internazionale grazie alla canzone The Fox, il cui video, realizzato per promuovere la terza stagione del talk show, è stato pubblicato su YouTube nel mese di settembre 2013 ed è diventato virale, raggiungendo ben 600 milioni di visualizzazioni (oggi oltre un miliardo) e venendo classificato il top trending di YouTube nel 2013.
Hanno avuto successo anche grazie alle loro altre canzoni: Rumor Says, Stonehenge, Work It, Pressure, Jan Egeland, Someone Like Me, Janym (Жаным), The Cabin, Massachusetts.
Nel 2013 hanno realizzato il libro per bambini The Fox (What Does the Fox Say?)?, che è subito balzato al primo posto nella classifica della New York Times Best Seller list.

## Storia del gruppo
Vegard (Trondheim, 19 maggio 1979) e Bård (Bergen, 21 marzo 1982) Urheim Ylvisåker sono nati in Norvegia da genitori provenienti dal distretto Sogn nell'ovest della Norvegia. Hanno un fratello minore nato nel 1989, Bjarte, che a volte collabora con loro. La loro infanzia si è suddivisa tra Mozambico, dove hanno vissuto dal 1986 al 1989, ed Angola, dove hanno abitato dal 1993 al 1995 (il padre vi svolgeva la professione di ingegnere). Successivamente la famiglia è ritornata definitivamente a Bergen, dove i fratelli hanno ricevuto un'istruzione musicale e iniziato a suonare i primi strumenti musicali classici. Vegard suona il contrabbasso, mentre Bård il violino.

## Discografia

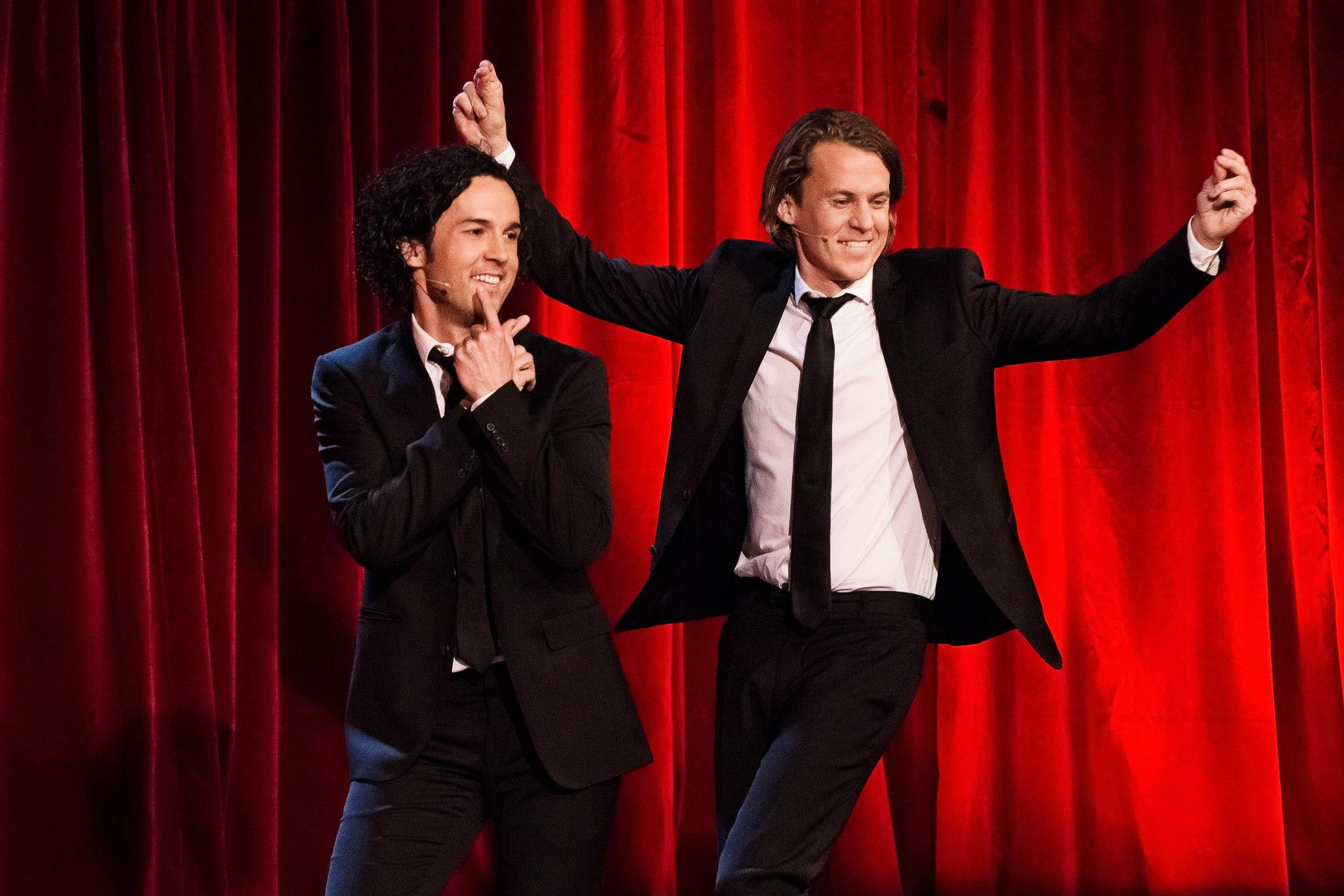
Il duo durante il loro programma televisivo I kveld med Ylvis nel 2012.

### Singoli
- 2000 - Rumour Says
- 2004 - Kjempeform
- 2011 - Stonehenge
- 2011 - Kjempeform
- 2011 - La det på is
- 2011 - Work It
- 2012 - Jeg heter Finn
- 2012 - Someone Like Me
- 2012 - Janym (Жаным)
- 2012 - Jan Egeland
- 2012 - Pressure
- 2012 - Da vet du at det er Jul
- 2013 - The Fox (What Does the Fox Say?)
- 2013 - The Cabin
- 2013 - Massachusetts
- 2014 - Trucker's Hitch
- 2014 - Mr. Toot
- 2014 - I Will Never Be A Star
- 2014 - Yoghurt
- 2014 - Ytterst På Tissen
- 2014 - Intolerant
- 2014 - Shabby Chic
- 2016 - A capella
- 2016 - Old Friends
- 2016 - Language of Love
- 2016 - Engine for Gabriel

## Videografia

### DVD
- 2007 – Ylvis III
- 2008 – Norges herligste

## Premi e riconoscimenti
2013
Vinti
- Mnet Asian Music Awards - International Favorite Artist
- Spellemannprisen - This Year's Hit Song

Candidature
- World Music Awards - World's Best Song per The Fox (What Does the Fox Say?)
- World Music Awards - World's Best Video per The Fox (What Does the Fox Say?)
- World Music Awards - World's Best Group